# آشوب سلطان
دل آشوب سلطان، (متولد ۱۶۲۷ صربستان – درگذشته ۳ ژانویه ۱۶۹۰ استانبول) با نام کامل صالحه دل آشوب سلطان، همسر سوم ابراهیم یکم و هم‌چنین والده سلیمان دوم بود. پس از مرگ ابراهیم یکم و به سلطنت رسیدن محمد چهارم، دل آشوب به قصر قدیمی تبعید شد. در نهایت در سال ۱۶۸۶ محمد چهارم به کمک دل آشوب سلطان از سلطنت خلع و برادرش سلیمان دوم به تخت جلوس کرد. او را زنی ساده دل با شخصیتی سرزنده و شاد توصیف کردند.

## اوایل زندگی
او ابتدا به عنوان کنیز به حرم همایونی آورده شد و در مدت کوتاهی نورچشمی ابراهیم یکم شد. او نخستین نورچشمی ابراهیم یکم پس از تصاحب تاج و تخت بود و وقتی تنها ۱۶ سال داشت سلیمان دوم را به دنیا آورد.

## پس از مرگ ابراهیم یکم
پس از برکناری و مرگ ابراهیم یکم، دل آشوب سلطان به همراه سایر همسران و اعضای حرم ابراهیم یکم به قصر قدیمی تبعید شدند. او امیدوار بود که درگیری بین تورخان سلطان، همسر اول ابراهیم یکم، و کوسم سلطان، والده ابراهیم یکم، سرنوشت او را تغییر دهد. زیرا کوسم قصد داشت عروسش، تورخان را بکشد و نوه‌اش، محمد چهارم را از سلطنت خلع و سلیمان دوم را به سلطنت برساند. اما با فاش شدن این نقشه و مرگ کوسم سلطان، این نقشه شکست خورد. دل آشوب سلطان به مدت ۳۹ سال در قصر قدیمی بود تا اینکه در سال ۱۶۸۶ با کمک افسران ارشد سپاه ینی‌چری، محمد چهارم را از سلطنت خلع و فرزندش سلیمان دوم را به سلطنت رساند.

## مرگ
به عنوان والده سلطان، دل آشوب، بنیادی را در استانبول تأسیس کرد و کارهای خیریه‌ بسیاری انجام داد، اما وقت کافی برای پروژه‌های ساختمان سازی نداشت زیرا سلامتی او به سرعت رو به وخامت رفت. وی در ۴ دسامبر ۱۶۹۰ درگذشت و در مسجد سلیمانیه به خاک سپرده شد.